# Maächa
Maächa (Hebreeuws: מעכה, waarschijnlijk afgeleid van het  werkwoord  מעך, ma'ak, "drukken" of "knijpen") komt in de Hebreeuwse Bijbel voor als naam van een koninkrijk en van een aantal personen, zowel mannen als vrouwen.

## Koninkrijk Maächa
Maächa was een klein Aramees koninkrijk ten oosten van het Meer van Tiberias. De inwoners heetten de Maächatieten. Het koninkrijk werd onderworpen door Jozua in de 12e eeuw v.Chr. (Jozua 12:5). De Maächatieten werden niet verdreven, maar ingelijfd bij het gebied van de stam Manasse (Jozua 13:7-13).
In de 10e eeuw v.Chr. kozen de Maächatieten partij voor de Ammonieten in hun oorlog tegen koning David (2 Samuel 10:8, 1 Kronieken 19:7). De Ammonieten en hun bondgenoten werden verslagen door Davids legeraanvoerder Joab. In 2 Samuel 20:14-15 wordt een stad Abel-Bet-Maächa genoemd, die vermoedelijk verband hield met het koninkrijk of daarmee misschien zelfs samenviel.

## Personen
De bekendste personen met de naam Maächa zijn:
1. Maächa, een zoon van Abrahams broer Nahor en zijn bijvrouw Reüma (Genesis 22:24).
2. Maächa, vader van de Filistijnse koning Achis van Gat, die aan de latere koning David gastvrijheid verleende. Achis' vader wordt Maächa genoemd in 1 Koningen 2:39, maar Maoch in 1 Samuel 27:2. Als tijdgenoot van David moet hij hebben geleefd in de 11e eeuw v.Chr..
3. Maächa, een van de acht echtgenotes van koning David. Zij was de dochter van koning Talmai van Gesur en de moeder van Absalom en Tamar. Zij komt voor in 2 Samuel 3:3 en 1 Kronieken 3:2. Ze moet hebben geleefd in de 11e en 10e eeuw v.Chr.
4. Maächa, dochter (of waarschijnlijker: kleindochter, in dat geval was Tamar 3 haar moeder) van Absalom. Zij was een van de achttien vrouwen van Rechabeam, koning van Juda. Maächa was zijn lievelingsvrouw. Met haar had hij vier kinderen: Abia (of Abiam), Attai, Ziza en Selomit (of Selomith). Abia zou zijn vader later opvolgen.
Aldus 2 Kronieken 11:18-22 en 1 Koningen 15:2. Volgens 2 Kronieken 13:2 was Abia's moeder echter Micha, de dochter van Uriël, uit Gibea.
Volgens 1 Koningen 15:13 en 2 Kronieken 15:16 ontnam Asa, de zoon van Abia, die in tegenstelling tot zijn vader de wetten van JHWH volgde, zijn grootmoeder Maächa de titel koningin, omdat zij een afgodsbeeld van Asjera had laten maken. Het beeld werd eerst aan stukken gehakt en vervolgens verbrand.[2] Maächa moet hebben geleefd in de 10e en 9e eeuw v.Chr..